# Arius
Arius (tiếng Hy Lạp cổ: Ἄρειος, sinh 250 hoặc 256, mất 336) là một linh mục, tu sĩ khổ hạnh Kitô giáo gốc Berber sinh tại Libya, ông quản nhiệm xứ Baucalis tại Alexandria, Ai Cập. Giáo lý của ông về bản thể của Thiên Chúa, trong đó nhấn mạnh thiên tính của Chúa Cha hơn Chúa Con, và việc ông phản đối Kitô học Homoousion chiếm ưu thế, khiến ông trở thành chủ đề chính của Công đồng Nicaea I, do Constantinus Đại đế triệu tập vào năm 325.

## Sách tham khảo
- Athanasius of Alexandria, History of the Arians, London, 2013. limovia.net ISBN 978-1-78336-206-6
- Athanasius of Alexandria. History of the Arians. Online at CCEL. Part I Part II Part III Part IV Part V Part VI Part VII Part VIII. Truy cập ngày 13 tháng 12 năm 2009.
- Artemi, Eirini, The religious policy of the Byzantine emperors since the First to the Fourth ecoumenical council online onhttp://www.impantokratoros.gr/thriskeftikh-politikh.el.aspx
- Ayres, Lewis. Nicaea and its Legacy: An Approach to Fourth-Century Trinitarian Theology. New York: Oxford University Press, 2004.
- Hanson, R.P.C. The Search for the Christian Doctrine of God: The Arian Controversy, 318–381. T&T Clark, 1988.
- Parvis, Sara. Marcellus of Ancyra And the Lost Years of the Arian Controversy 325–345. New York: Oxford University Press, 2006.
- Rusch, William C. The Trinitarian Controversy. Sources of Early Christian Thought, 1980. ISBN 0-8006-1410-0
- Schaff, Philip. "Theological Controversies and the Development of Orthodoxy". In History of the Christian Church, Vol III, Ch. IX. Online at CCEL. Truy cập ngày 13 tháng 12 năm 2009.
- Wace, Henry. A Dictionary of Christian Biography and Literature to the End of the Sixth Century A.D., with an Account of the Principal Sects a.d Heresies. Online at CCEL. Truy cập ngày 13 tháng 12 năm 2009.
- Williams, Rowan. Arius: Heresy and Tradition. Revised edition, 2001. ISBN 0-8028-4969-5